# Auguste de Balsac
Pour les articles homonymes, voir Balsac.
Marie Auguste de Balsac né le 18 août 1788 à Colombiès (Aveyron) au lieu-dit Le Mazet et mort au même lieu le 3 février 1880, est un haut fonctionnaire et homme politique français.

## Biographie
Marie Auguste de Balsac est le fils de  Marc Antoine de Balsac, chevalier de Firmi, seigneur de Colombiès au diocèse de Rodez, capitaine au régiment de Vexin, chevalier de Saint-Louis, et de Victoire de Barrau,.
À l'âge de 22 ans Auguste de Balsac est nommé auditeur au Conseil d'État. 
Il obtient le poste de préfet de Tarn-et-Garonne en 1817. Cinq ans plus tard il est nommé à Beauvais, où il ne reste qu'un an. 
Il est investi du titre de baron par ordonnance du 21 (ou 29) novembre 1822.
Le 22 novembre 1822 il épouse Louise Antoinette Blanche de Couronnel, fille d’André Charles Honoré de Couronnel, marquis de Barastre, chevalier de Saint-Louis, ancien capitaine au régiment du roi, baron de l'Empire en 1808, et de Marie Claire Blanche de Chassepot de Pissy. Le contrat de mariage est signé au grand lever, le 15 décembre 1822, par le roi Louis XVIII et les princes de la famille royale. Aimé-Raoul, marquis de Couronnel, frère de la mariée, gentilhomme de la chambre du roi Charles X, épousera en 1828 mademoiselle de Montmorency-Laval,.
En 1823 il est préfet de la Moselle à Metz.
Il est reçu commandeur de la Légion d'honneur en 1827.
En 1828, Balsac est désigné au poste de secrétaire général du ministère de l'Intérieur en remplacement du baron Guillaume Capelle. Lors de la Révolution de Juillet, le même Capelle menacé d'emprisonnement ne dut son salut qu'à l'initiative de Balsac qui, le faisant passer pour son domestique, lui permit de s'exiler.
Il est lié à Justin Delmas (1796-1876), secrétaire général du ministère de l'Intérieur après lui, qui mit en place la colonie pénitentiaire expérimentale de Montbellet, puis de Boussaroque à Sansac-Veinazès.

## Carrière de haut fonctionnaire
- Auditeur au Conseil d'État en 1810
- Sous-préfet d'Avignon en 1811, de Carpentras en 1816
- Préfet de Tarn-et-Garonne en 1817, de l'Oise en 1822, de la Moselle en 1823
- Secrétaire général du ministère de l'Intérieur et directeur de l'administration départementale le 23 janvier 1828
- Conseiller d'État le 16 février 1828

## Mandats politiques
- Président du grand-collège de la Moselle en 1829 et son député
- Président du collège électoral de Villefranche (Aveyron) en 1830
- Élu 3 fois député de l'Aveyron en 1830, 1837, 1851
- Membre du Conseil général de l'Aveyron en 1848

## Autres fonctions
- Membre du conseil général des prisons du royaume en 1829
- Vice-président des établissements charitables en 1830

## Titre de noblesse
- Baron héréditaire (ordonnance du 29 novembre 1822 non suivie de lettres patentes)[8]. Auguste de Balsac n'ayant pas eu de postérité ce titre s'est éteint à son décès.

## Distinction
- Commandeur de la Légion d'honneur (1827)[2]

## Sources
- Gustave Chaix d'Est-Ange, Dictionnaire des familles françaises anciennes ou notables à la fin du XIXe siècle, tome 2, pages 250 à 251 Balsac-Firmy (de)
- Ordres équestres : Documents sur les Ordres du Temple et de Saint-Jean-de-Jérusalem en Rouergue ; suivis d'une notice historique sur la Légion d'honneur et du tableau raisonné de ses membres dans le même pays, H. de Barrau, Rodez, édition Ratery, 1861
- « Auguste de Balsac », dans Adolphe Robert et Gaston Cougny, Dictionnaire des parlementaires français, Edgar Bourloton, 1889-1891 [détail de l’édition]
- Les préfets de l'Oise, J. Mermet, édition Progrès de l'Oise, 1938
- H. de Barrau, Documents historiques sur le Rouergue, tome 4, biographie pages 230 à 231 dans article de Balsac, pages 227 à 232.